# クリストフ・バウムガルトナー
クリストフ・バウムガルトナー（Christoph Baumgartner  ,  1999年8月1日 - ）は、オーストリア・ニーダーエスターライヒ州ホルン出身の同国代表プロサッカー選手。ドイツ・ブンデスリーガ・RBライプツィヒ所属。ポジションはMF。

## 経歴
ユース時代をSVホルンなどで過ごした後、2018年1月16日にTSG1899ホッフェンハイムと契約。U-19リーグやBチームでのプレーをする経て、2019年1月に1軍昇格。その後手の骨折などでブンデスリーガデビューが遅れたが、2019年5月11日のヴェルダー・ブレーメン戦で、トップリーグデビューを果たした。
2023年6月23日、RBライプツィヒへ移籍し、2028年までの5年契約を締結した。

## オーストリア代表
2014年から各ユース世代のオーストリア代表に昇格され、UEFA主催の選手権にも随時出場。2020年にフル代表デビューを果たした。

## 私生活
兄のドミニクもプロサッカー選手であり、オーストリアのユース代表にも選出されている。